# Turá
Turá é um município da Eslováquia, situado no distrito de Levice, na região de Nitra. Tem 9,29 km² de área e sua população em 2018 foi estimada em 201 habitantes.

## Demografia
| Ano:        | 1994 | 2004   | 2014   | 2024   |
| ----------- | ---- | ------ | ------ | ------ |
| Broj ljudi: | 249  | 241    | 227    | 229    |
| Razlika:    |      | -3,21% | -5,80% | +0,88% |

| Ano:               | 2023 | 2024   |
| ------------------ | ---- | ------ |
| Número de pessoas: | 231  | 229    |
| Diferença:         |      | -0,86% |